# Bröderna Bandiera
| Attilio och Emilio Bandera. |  | Attilio och Emilio Bandera. |
| Attilio och Emilio Bandera. |  |                             |

Bröderna Bandiera, Attilio (född 24 maj 1817) och Emilio (född 20 juni 1819), var italienska patrioter. De var söner till Francesco Bandiera. 
Bröderna Bandiera svärmade i motsats till fadern för "det unga Italien", brevväxlade från 1842 med Mazzini och måste, sedan polisen uppdagat deras revolutionära planer, fly till Korfu 1844. Genom falska berättelser om en folkresning lockades de att 16 juni 1844 med tjugo anhängare landstiga i Kalabrien, där de förråddes och togs till fånga, varefter de (den 25 juli samma år) blev skjutna i Cosenza. År 1867 fördes deras lik till Venedig och jordfästes där högtidligt.